# Leôncio (jurista)
Leôncio (em latim: Leontius) foi um estudioso bizantino do século V, ativo sob o imperador Teodósio II (r. 408–450). Era jurista e as fontes colocam que era perito em sua área. Lecionou em Constantinopla e em 15 de março de 425, foi agraciado com os codicilos da comitiva da primeira ordem (comitiva primi ordinis), que permitiram-lhe usufruir da posição de ex-vigário.